# Takumi Baba
Takumi Baba (japanisch 馬場 琢未 Baba Takumi; * 17. Juli 1999 in der Präfektur Gifu) ist ein japanischer Fußballspieler.

## Karriere
Takumi Baba erlernte das Fußballspielen in der Schulmannschaft der Yonago Kita High School sowie in der Universitätsmannschaft der Universität Kanagawa. Seinen ersten Vertrag unterschrieb er am 1. Februar 2022 bei Gainare Tottori. Der Verein, der in der Präfektur Tottori beheimatet ist, spielt in der dritten japanischen Liga. Sein Drittligadebüt gab Takumi Baba am 20. März 2022 (2. Spieltag) im Auswärtsspiel gegen Kamatamare Sanuki. Hier wurde er in der 77. Minute für Naoya Uozato eingewechselt. Kamatamare gewann das Spiel 4:1. In seiner ersten Saison als Profi bestritt er fünf Ligaspiele. Nach insgesamt acht Ligaspielen wechselte er im Januar 2024 zum Fünftligisten FC Kariya. Mit dem Verein aus Kariya spielt er in der Tokai Soccer League (Div.1).